# Astas Tagebuch
Astas Tagebuch (im englischen Original Asta’s Book) ist ein Roman der britischen Schriftstellerin Ruth Rendell, den diese unter ihrem Pseudonym Barbara Vine 1993 veröffentlichte. Der Text wurde von Renate Orth-Guttmann ins Deutsche übersetzt und erschien 1994 bei Diogenes. Das Buch wird als Mischung aus Biographie, True Crime und Liebesgeschichte beschrieben.

## Inhalt
Der Roman dreht sich um die (fiktiven) Tagebücher von Asta Westerby, die 1905, im Alter von 25 Jahren, mit ihrem Mann Rasmus, zwei kleinen Söhnen und der Dienstmagd Hansine aus Dänemark nach Hackney bei London gezogen war. Die auf Dänisch geschriebenen Tagebücher erstrecken sich über 62 Jahre und offenbaren die Lebenswelt und das Heimweh einer Immigrantin, die ohne Sprachkenntnisse in ein fremdenfeindliches Land zieht, in dem sie als Ausländerin abgelehnt wird: „...they [the English] are used to people from all over Europe, but they don't like us... They say we live like animals and take away their jobs.“ („...sie [die Engländer] sind an Menschen aus ganz Europa gewöhnt, aber sie mögen uns nicht ... Sie sagen, wir leben wie Tiere und nehmen ihnen die Arbeit weg.“)
Da ihr Mann viel geschäftlich unterwegs und ihr Verhältnis nicht das beste ist, fühlt sich Asta isoliert und schafft sich in ihren Tagebüchern ihre eigene intime Welt. So vertraut sie ihrem Tagebuch an: „[I] was told by everyone that a good wife must devote herself to her husband and to making his home [...] I even thought there would be some pleasure in it. I was only seventeen and that's my excuse“ („Alle sagten mir, eine gute Ehefrau müsse sich ihrem Mann widmen und ihm ein Heim schaffen. [...] Ich dachte sogar, es würde mir Spaß machen. Ich war erst siebzehn, und das ist meine Ausrede.“).
Nach Astas Tod im Jahr 1974 entdeckt ihre Tochter Swanny, Ehefrau eines dänischen Diplomaten, die schwarzen Kladden, von deren Existenz bis dahin niemand wusste. Ab 1976 gibt sie die Aufzeichnungen ihrer Mutter in mehreren Bänden heraus. Die Bücher Diary of a Danish Lady werden zu Bestsellern und in 20 Sprachen übersetzt.
Einige Jahre zuvor, 1963, hatte Swanny einen anonymen Brief erhalten, in dem es hieß, dass sie – unbestreitbar der Liebling ihrer Mutter – nicht das Kind von Asta und Rasmus sei, sondern „vielleicht auf einer Müllkippe gefunden“ worden sei. Auf Swannys Nachfragen reagierte Asta mit ausweichenden Antworten, die ihre Tochter zunehmend verstören und verunsichern. Ab Mitte der 1980er Jahre durchläuft Swannys Persönlichkeit eine Spaltung, und von Zeit zu Zeit verwandelt sich die elegante und schöne Frau in eine schlurfende Alte, die mit dem Akzent von Nordlondon spricht – offenbar wähnt sie, die erwachsene Edith zu sein, die als Kleinkind nach dem Mord an ihrer leichtlebigen Mutter Lizzie Roper im Jahre 1905 in der Nachbarschaft der Westerbys spurlos verschwunden war. Ihr Vater Arthur Roper war nach einem aufsehenerregenden Mordprozess freigesprochen worden, das Kind aber blieb unauffindbar.
Als auch Swanny stirbt, erbt ihre Nichte Ann Easterbrook die Tagebücher und entdeckt, dass genau die Seiten fehlen, in denen Asta von der Geburt Swannys berichtet haben müsste. Ihre Bekannte Cary beginnt mit Arbeiten zu einem Dokumentarfilm über den Mordfall Roper. Durch die Berichterstattung über dieses Filmprojekt wird die junge Amerikanerin Lisa auf das Thema aufmerksam: Sie meldet sich bei Cary und gibt an, eine Enkelin von Edith Roper zu sein. Diese sei von ihrem biologischen Vater, einem Liebhaber Lizzie Ropers, entführt worden, und er sei es auch gewesen, der Ediths Mutter ermordet habe. Dies sei in der Familie bekannt gewesen. Anschließend reiste er mit dem Kind in die USA zurück, wo er inzwischen lebte; er hatte seiner dortigen Frau versprochen, das Kind zu ihr zu bringen, da sie selbst nicht schwanger wurde. Lisas Angaben bestätigen sich.
Im Laufe ihrer Recherchen lernt Ann den Enkel von Astas Dienstmädchen Hansine Paul Sellway kennen. Er gesteht ihr peinlich berührt, dass es seine Mutter war, die vor Jahren den anonymen Brief an Swanny über ihre Herkunft geschrieben habe; sie habe nicht nur diesen, sondern weitere Schmähbriefe an andere Empfänger geschrieben, weshalb sich sein Vater von ihr getrennt habe. Gemeinsam finden die beiden heraus, dass Swanny tatsächlich nicht die leibliche Tochter von Asta und Rasmus aber auch nicht Edith Roper war, sondern das Kind von Florence Fisher, dem ledigen Dienstmädchen der Ropers. Sie war mit Hansine befreundet, die ihr auch als Hebamme zur Seite stand. Nachdem ein Baby – nach zwei Söhnen die langersehnte Tochter – von Asta tot geboren worden war, brachte Hansine das am selben Tag geborene Baby von Florence zu den Westerbys, und Asta nannte es Swanny. Die fehlenden Seiten in den Tagebüchern hatte Asta selbst aus einer Kladde gerissen und diese einer Historikerin zugesandt, da sie auf ihnen über den Untergang der Georg Stage berichtete. Schließlich stellt sich heraus, dass Swannys Vater der deutschstämmige Harry Duke war, in jungen Jahren der Freund von Florence Fisher, in späteren Jahren ein Verehrer von Asta. Er hatte Swanny geliebt wie eine eigene Tochter, was sie schließlich auch gewesen war, ohne dass er es wusste.

## Rezensionen
Astas Tagebuch sei eine fesselnde Doppeldetektivgeschichte, eine Mischung aus Biografie, wahrem Verbrechen und Liebesroman, schrieb Shena Mackay in The Independent. Wie alle Werke von Barbara Vine sei auch dieser Roman akribisch recherchiert und geschrieben: Alle Ortsangaben seien nachprüfbar. Und: „Sie können die Sommerhitze spüren, die von den Bürgersteigen aufsteigt, die stickige Luft klaustrophobischer Räume einatmen und die verschwitzten, stickigen Kleider riechen.“
Lidia Kyzlinková schreibt über Astas Tagebuch: „Die Suche nach Identität ist ein grundlegendes Thema für alle weiblichen Charaktere hier.“ Für den Krimi-Blogger Chris Simmons wiederum lässt sich das Buch „nicht einfach als Kriminalroman definieren – es ist ein Roman über Familien, über Einwanderung, über Liebe und vor allem: über Identität.“

## Trivia
In der englischen Übersetzung für den US-amerikanischen Markt trug das Buch den Titel Anna’s book. Der Name Asta werde von Lesern in den USA mit dem Hund Asta aus den Dünne-Mann-Filmen assoziiert.